# Muzej Srijema
Muzej Srijema (srpski: Музеј Срема / Muzej Srijema) u Srijemskoj Mitrovici gradska je ustanova posvećena istraživanju, očuvanju i prezentaciji povijesnih artefakata vezanih za područje Srijema. Muzej je službeno osnovan 1946. godine pod nazivom Gradski muzej Srijemske Mitrovice, ubrzo nakon završetka Drugog svjetskog rata u Jugoslaviji i oslobođenja Vojvodine.
Osnivanje muzeja bilo je usko povezano s arheološkim otkrićima na arheološkoj lokaciji rimskog grada Sirmiuma. Muzej je prvotno otvoren kao Muzej crkvene umjetnosti 1. svibnja 1946. godine, s naglaskom na bogatu vjersku baštinu grada. Do 23. studenoga 1946. prerastao je u sveobuhvatni muzej s arheološkim, etnografskim, povijesnim, umjetničkim i prirodoslovnim zbirkama. Prva muzejska izložba otvorena je za javnost 31. svibnja 1948. godine, dok je sadašnji naziv ustanove uveden 1952. godine.

## Povijest
Potreba za osnivanjem muzeja u Srijemskoj Mitrovici pojavila se u drugoj polovici 19. stoljeća, kada su mnogi artefakti iz antičkog Sirmija premještani u druge muzeje, poput onih u Zagrebu, Budimpešti i Beču. 1869. godine istraživač Feliks Kanic pokrenuo je inicijativu za osnivanje društva „Sirmium“, s ciljem prikupljanja starih spomenika i postavljanja temelja za budući muzej. Muzej je prvi put osnovan u lipnju 1885. godine zahvaljujući gradonačelniku Ćiri pl. Milekiću, iako u početku nije imao stalnu lokaciju. Rimski kameni spomenici tada su bili izloženi u gradskom parku.
Muzej crkvene umjetnosti inicijalno je otvoren u staroj srpskoj pravoslavnoj crkvi. Bio je to jedan od prvih muzeja te vrste u Demokratskoj Federativnoj Jugoslaviji i službeno je otvoren 30. lipnja 1946. godine. Nakon njegovog osnivanja, uslijedilo je otvaranje Gradskog muzeja 23. studenoga 1946. godine. U studenom 1946. Muzej crkvene umjetnosti integriran je u Gradski muzej, pri čemu je ključnu ulogu u njegovu razvoju imao arhitekt i volonterski suradnik Branko Vasilić.